# Đại học Edinburgh
Đại học Edinburgh (viết tắt Edin. trong các văn bản giấy tờ), thành lập năm 1582, là trường đại học lâu đời thứ sáu trong thế giới nói tiếng Anh và là một trong những trường đại học cổ đại của Scotland. Trường đại học ở trong thành phố Edinburgh, với nhiều ngôi nhà cổ trong khu Old Town thuộc sở hữu của trường này.
Đại học Edinburgh được xếp hạng 19 trên thế giới trong bảng xếp hạng QS 2016–17. Hiện tại trường được xếp hạng thứ 23 trên thế giới theo Xếp hạng QS 2018. Trường được xếp hạng là trường đại học tốt thứ 6 ở châu Âu theo xếp hạng các trường đại học tốt nhất thế giới của Mỹ, và tốt thứ 7 ở châu Âu theo Xếp hạng của Giáo dục Đại học của Times. Research Excellence Framework, một bảng xếp hạng về nghiên cứu được chính phủ Anh sử dụng để xác định nguồn tài trợ nghiên cứu trong tương lai, xếp hạng Edinburgh thứ 4 ở Anh về khả năng nghiên cứu, và xếp thứ 11 về tổng thể. Trường được xếp hạng là trường đại học được tuyển dụng thứ 78 trên thế giới theo Xếp hạng của Việc làm Đại học Toàn cầu 2017. Nó là thành viên của cả Nhóm Russell và Liên đoàn các trường đại học nghiên cứu châu Âu, một tập đoàn gồm 21 trường đại học nghiên cứu ở châu Âu. Trường có tài sản lớn thứ ba trong danh sách trường đại học tại Vương quốc Anh, sau các trường đại học Cambridge và Oxford. Thu nhập hàng năm của tổ chức cho năm 2016–17 là 905,8 triệu bảng, trong đó 265,3 triệu bảng từ tài trợ và hợp đồng nghiên cứu, với chi phí 847,5 triệu bảng.
Trường đại học này đóng một vai trò quan trọng trong việc khiến cho Edinburgh trở thành một trung tâm tri thức chính trong Thời kỳ Khai sáng, và đã tạo ra biệt danh cho thành phố là Athens của miền Bắc. Các cựu sinh viên của trường bao gồm một số nhân vật quan trọng của lịch sử hiện đại, bao gồm nhà vật lý James Clerk Maxwell, nhà tự nhiên học Charles Darwin, triết gia David Hume, nhà toán học Thomas Bayes, nhà giải phẫu học Joseph Lister, người tham gia ký Tuyên ngôn độc lập của Hoa Kỳ James Wilson, John Witherspoon và Benjamin Rush, nhà phát minh Alexander Graham Bell, tổng thống đầu tiên cua Tanzania Julius Nyerere, và hàng loạt các nhà văn nổi tiếng như Sir Arthur Conan Doyle, Robert Louis Stevenson, J.M. Barrie và Sir Walter Scott. Những người có liên quan bao gồm 23 người đoạt giải Nobel, 2 người đoạt giải Turing, 1 người đoạt giải Abel, 1 người đoạt huy chương Fields, 2 người đoạt giải Pulitzer, 3 Thủ tướng Anh, 2 người đương chức tại Tòa án Tối cao Vương quốc Anh, và một số người đoạt huy chương vàng Olympic. Trường có liên kết chặt chẽ với Vương thất Anh, với Công tước xứ Edinburgh giữ vị trí hiệu trưởng từ 1953 tới năm 2010 và sau đó là Vương nữ Anne kể từ năm 2011.
Edinburgh nhận được khoảng 60.000 đơn đăng ký nhập học mỗi năm, trở thành trường đại học nổi tiếng thứ hai ở Anh theo khối lượng đơn đăng ký. Sau trường St Andrews, đây là trường đại học khó khăn nhất để được nhận vào tại Scotland và khó thứ 9 trên quy mô tổng thể Vương quốc Anh.

## Lịch sử

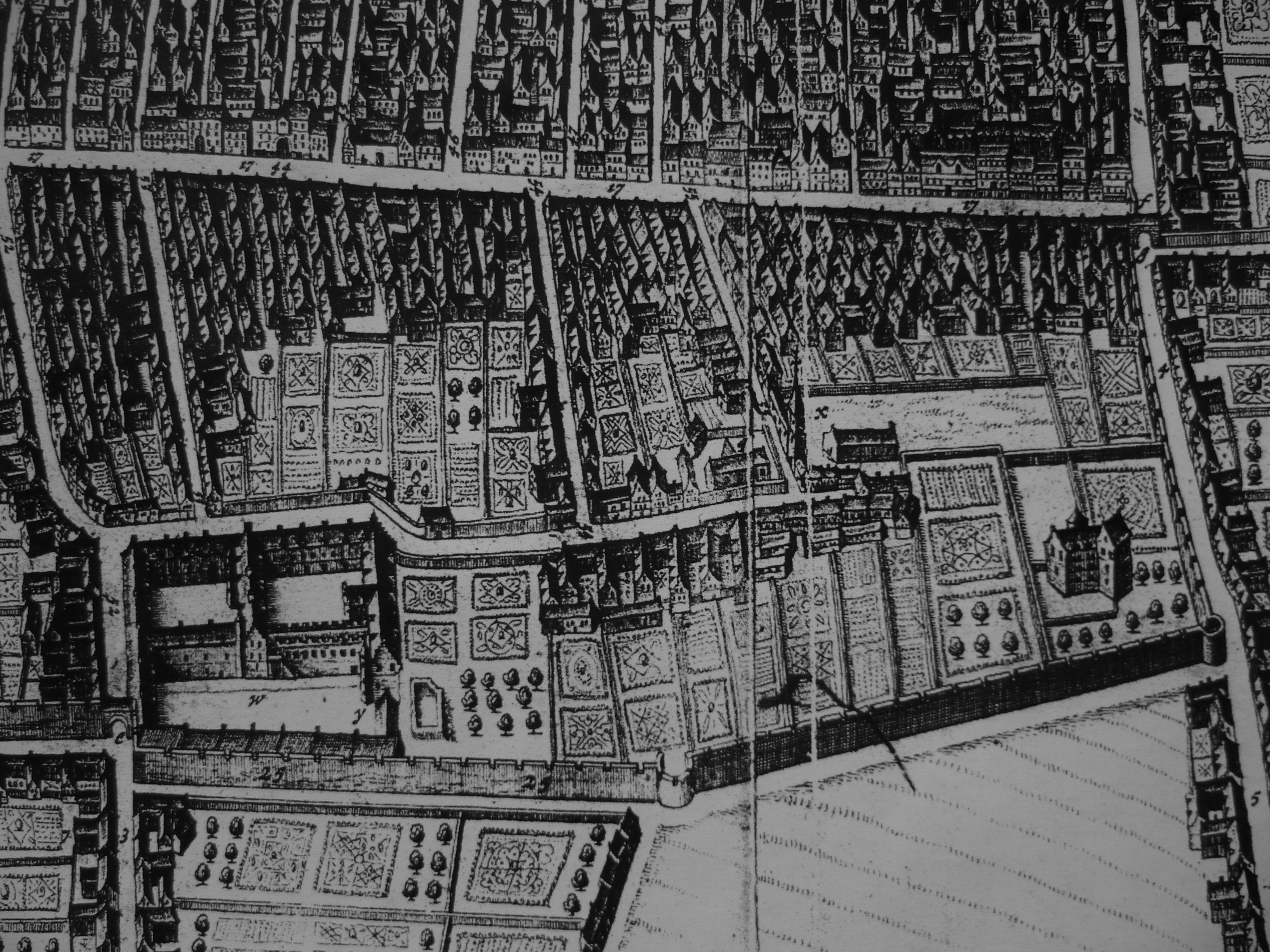
Đại học Vua James, khoảng 1647

### Thành lập

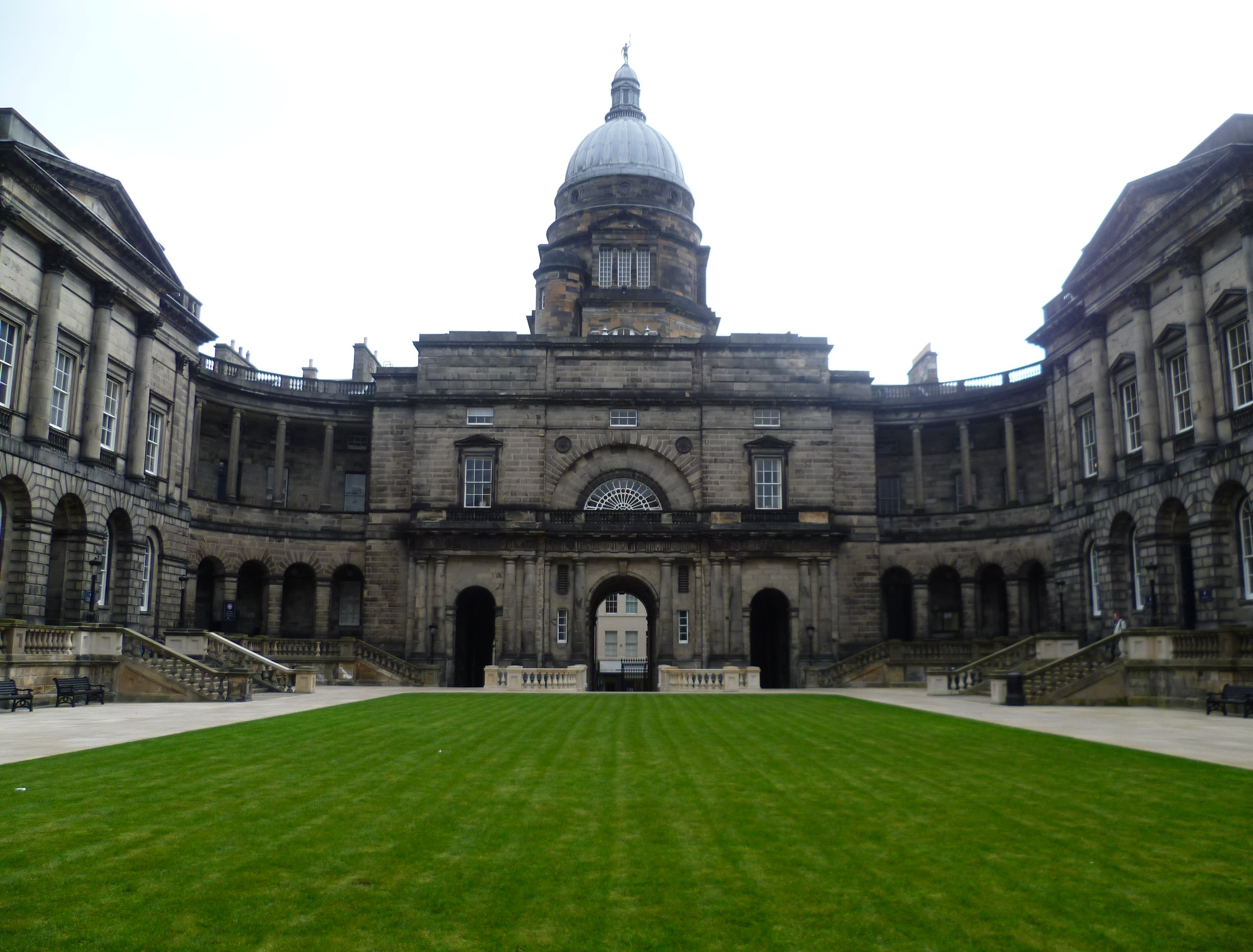
Khu vực đại học cũ của trường

Do Hội đồng Thị trấn Edinburgh thành lập, trường đại học bắt đầu như là một trường cao đẳng luật sử dụng một phần di sản còn lại của một người đã tốt nghiệp Đại học St Andrews, Linh mục Robert Reid của Nhà thờ St Magnus, Orkney. Nhờ các nỗ lực của Hội đồng thành phố và các thị trưởng của thành phố, trường dần mở rộng phạm vi và được thành lập chính thức với tư cách một trường đại học, với một Hiến chương Hoàng gia, do vua James VI của Scotland ban hành ngày 14 tháng 4 năm 1582 sau khi có kiến nghị của Hội đồng. Đây là một động thái bất thường vào thời điểm đó, vì hầu hết các trường đại học được thành lập bằng một Tông sắc. Được thành lập với tên "Cao đẳng Tounis", trường nhận sinh viên vào tháng 10 năm 1583. Việc dạy học đã bắt đầu dưới sự giám sát của một học sinh tốt nghiệp trường St Andrews, Robert Rollock. Đây là trường đại học thứ năm của Scotland trong một thời kỳ khi nước Anh đông dân hơn và giàu có hơn nhưng chỉ có hai trường đại học. Trường được đổi tên thành Cao đẳng Vua James vào năm 1617. Vào thế kỷ 18, trường đại học này là một trung tâm hàng đầu của giai đoạn Khai sáng tại Scotland.

## Các cựu học sinh và giảng viên đáng chú ý
Các trường đại học được kết hợp, thông qua cựu sinh viên và nhân viên học tập, với một số đóng góp ý nghĩa và khoa học quan trọng nhất trong lịch sử nhân loại, bao gồm cả việc đặt nền móng của thống kê Bayes (Thomas Bayes), cơ học lượng tử (Max Born), thận học (Richard Bright), lý thuyết của tiến hóa (Charles Darwin), phát triển ban đầu của xã hội học (Adam Ferguson), địa chất học hiện đại (James Hutton), phẫu thuật sát trùng (Joseph Lister), lý thuyết cổ điển của điện từ học (James Clerk Maxwell) và nhiệt động lực học (William John Macquorn Rankine); sự phát hiện/phát minh ra cacbon dioxide (Joseph Black), nhiệt ẩn (Joseph Black), nhiệt dung (Joseph Black), vắc-xin HPV (Ian Frazer), cơ chế Higgs (Peter Higgs và Tom Kibble), vắcxin viêm gan B (Kenneth Murray), nitơ (Daniel Rutherford), gây mê dùng chloroform (James Young Simpson) và SARS (Nanshan Zhong); phát minh ra điện thoại (Alexander Graham Bell), ống tiêm dưới da (Alexander Wood), kính vạn hoa (David Brewster), cáp treo (Fleeming Jenkin), phích nước (James Dewar), ATM (John Shepherd-Barron), phòng lặn (John Scott Haldane), và thụ tinh trong ống nghiệm (Robert Edwards).
Các cựu sinh viên và giảng viên khác của trường đại học đã bao gồm các thành viên tham gia ký Tuyên ngôn độc lập Hoa Kỳ James Wilson, John Witherspoon và Benjamin Rush, Thủ tướng Gordon Brown, Lord Palmerston và Lord John Russell (người cuối cùng đã trúng tuyển vào Edinburgh, nhưng không tốt nghiệp), nhà du hành vũ trụ Piers Sellers, nhà sinh vật học Ian Wilmut, nhà địa chất học Archibald Geikie và William Edmond Logan, nhà vật lý học Sir David Brewster, John Robison và Peter Guthrie Tait, các nhà văn Sir Arthur Conan Doyle, Robert Louis Stevenson, J.M. Barrie, Sir Walter Scott và Alistair Moffat, nhà kinh tế học Kenneth E. Boulding, James Mirrlees và John Hardman Moore, nhà sử học Sir Tom Devine, diễn viên Ian Charleson, nhạc sĩ sáng tác Kenneth Leighton, James MacMillan, và William Wordsworth, các nhà hóa học William Henry, David Leigh, Guy Lloyd-Jones và Alexander R. Todd, nhà thực vật học Robert Brown, nhà giải phẫu học James Barry, nhà toán học Colin Maclaurin, người học đa năng Thomas Young, triết gia David Hume, phi công Eric "Winkle" Brown, cựu BP CEO Tony Hayward, cựu giám đốc MI5 Stella Rimington, nhà lý thuyết John Dickie và Robert Preus, nhà toán học (nhận giải Fields) và chủ tịch của Hội Hoàng gia Edinburgh Sir Michael Atiyah, cựu Bộ trưởng Nội vụ và Thủ tướng của Exchequer Sir John Anderson và Tasmina Ahmed-Sheikh thành viên Quốc hội của khu vực Ochil và South Perthshire.
- Joseph Black
- James Dewar
- David Hume
- Adam Ferguson
- James Boswell
- Sir Walter Scott
- James Clerk Maxwell
- Charles Darwin
- Viscount Palmerston
- James Hutton
- Joseph Lister
- Alexander Graham Bell
- Robert Louis Stevenson
- Sir Arthur Conan Doyle